# Palmer Bowman
Palmer Bowman (Brazil, 6 agosto 1885 – Chicago, 25 settembre 1933) è stato un attore statunitense che lavorò nel cinema all'epoca del muto. Nella sua carriera, che si svolse negli anni dieci del Novecento, prese parte a una quarantina di film, firmando anche un paio di sceneggiature.

## Filmografia

### Attore
- Poison Ivy, regia di Charles H. France - cortometraggio (1913)
- The Collector of Pearls, regia di Charles H. France - cortometraggio (1913)
- The Fugitive, regia di Charles H. France - cortometraggio (1913)
- Turn Him Out, regia di Charles H. France - cortometraggio (1913)
- Cured of Her Love, regia di Charles H. France - cortometraggio (1913)
- The Midnight Bell, regia di Charles H. France - cortometraggio (1913)
- Sweeney and the Fairy, regia di Charles H. France - cortometraggio (1913)
- The Gold Brick, regia di Charles H. France - cortometraggio (1913)
- Papa's Dream, regia di Charles H. France - cortometraggio (1913)
- Sweeney's Dream, regia di Charles H. France - cortometraggio (1913)
- The Short-Stop's Double, regia di Charles H. France - cortometraggio (1913)
- Two Artists and One Suit of Clothes, regia di Charles H. France - cortometraggio (1913)
- Henrietta's Hair, regia di Charles H. France - cortometraggio (1913)
- Borrowing Trouble, regia di Charles H. France - cortometraggio (1913)
- Through Another Man's Eyes, regia di Hardee Kirkland - cortometraggio (1913)
- The Water Rat, regia di Oscar Eagle - cortometraggio (1913)
- They Were on Their Honeymoon, regia di Charles H. France - cortometraggio (1913)
- The Way of Life, regia di Hardee Kirkland - cortometraggio (1913)
- The Wheels of Fate, regia di Oscar Eagle - cortometraggio (1913)
- Around Battle Tree, regia di Oscar Eagle - cortometraggio (1913)
- The Policeman and the Baby, regia di Hardee Kirkland - cortometraggio (1913)
- The Invisible Government, regia di Oscar Eagle - cortometraggio (1913)
- Our Neighbors, regia di Oscar Eagle - cortometraggio (1913)
- Life for Life, regia di Oscar Eagle - cortometraggio (1913)
- The College Chaperone, regia di Charles H. France - cortometraggio (1913)
- The Living Wage, regia di Willard Newell - cortometraggio (1914)
- A Modern Vendetta, regia di Oscar Eagle - cortometraggio (1914)
- At the Eleventh Hour - cortometraggio (1914)
- A Pair of Stockings, regia di Walter C. Bellows - cortometraggio (1914)
- The Royal Box, regia di Oscar Eagle - cortometraggio (1914)
- An Egyptian Princess, regia di Walter C. Bellows (come Walter Clark Bellows) - cortometraggio (1914)
- The Blue Flame, regia di Edward LeSaint - cortometraggio (1914)
- Where the Sun Sets Red, regia di Otis Thayer - cortometraggio (1918)
- Poverty Gulch, regia di Otis Thayer - cortometraggio (1918)
- In the Shadow of the Rockies, regia di Otis Thayer - cortometraggio (1918)
- The Mating of Meg Malloy, regia di Otis Thayer - cortometraggio (1918)
- Bashful Buck Bailey, regia di Otis Thayer - cortometraggio (1918)

### Sceneggiatore
- Some Honeymoon, regia di Al E. Christie - cortometraggio (1916)
- His Neighbor's Wife, regia di Horace Davey - cortometraggio (1916)